# ديسقوريا زنجبارية
الديسقوريا الزنجبارية أو اليام الزنجباري (الاسم العلمي:Dioscorea sansibarensis) هي نوع من النباتات تتبع جنس الديسقوريا من الفصيلة الديسقورية.